# 板垣龍佑
板垣 龍佑（いたがき りゅうすけ、1982年7月26日 - ）は、テレビ東京のアナウンサー。

## 人物
神奈川県出身。慶應義塾志木高等学校、慶應義塾大学経済学部卒業。姉がいる。
2006年仙台放送入社、2009年4月テレビ東京に中途採用され入社。同月19日の『TXN NEWS』でデビュー。身長は180cm。
『柔道グランドスラム東京2009』を応援する男女混合アナウンサーユニット「柔道IPPON組（いっぽんぐみ）」のメンバー。
2010年6月26日のウイニング競馬にて競馬実況を経験。2012年には『L4 YOU!』で草野満代と共に番組MCに着任し、2017年春の最終回まで務めあげた。
TBSの井上貴博は大学のゼミの1年後輩で、他局の試験に落ちた井上から相談を受け、アナウンススクールを紹介したという。

## 現在の担当番組
- TXNニュース（不定期）
- Eネ!（ナレーター）
- ウイニング競馬
- スポーツ中継（ゴルフ、フィギュアスケート、柔道、競輪、格闘技など）

## 過去の担当番組
仙台放送時代
報道・情報番組
| 期間          | 期間           | 番組名           | 役職                 | 備考                                     |
| ------------- | -------------- | ---------------- | -------------------- | ---------------------------------------- |
| 2006年7月3日  | 2006年12月22日 | ヨジテレビ!      | リポーター           |                                          |
| 2006年7月3日  | 2009年3月31日  | 仙台放送ニュース | シフト勤務キャスター | いずれも、下記のテレビ東京異動に伴い降板 |
| 2007年2月10日 | 2009年3月28日  | スポルたん!LIVE  | レギュラーキャスター | いずれも、下記のテレビ東京異動に伴い降板 |

中継担当番組
- 東北楽天ゴールデンイーグルス戦中継リポーター
- ベガルタ仙台戦中継リポーター

テレビ東京中途入社後
報道・情報番組
| 期間                         | 期間                         | 番組名                              | 役職                     | 備考 |
| ---------------------------- | ---------------------------- | ----------------------------------- | ------------------------ | --- |
| 2009年4月                    | 2011年7月8日                 | A×A ダブルエー                      | ナレーション             | 『DJ GAKKI』名義の肩書きで交替担当                                                                                        |
| 2011年7月11日                | 2013年4月12日                | もえ×こん                           | ナレーション             | 前番組『A×A ダブルエー』から引き続き交替担当                                                                              |
| 2011年4月                    | 2012年9月                    | レディス4                           | パートナーMC             | |
| 2012年10月                   | 2017年3月                    | L4 YOU!                             | メインキャスター         | 途中3年は、前座番組で大引け番組である『L4 YOU!プラス』を放送し、同番組も含めて1時間30分近く続けて、メインキャスターを担当 |
| 2017年8月16日・2018年8月13日 | 2017年8月16日・2018年8月13日 | 日経プラス10（BSジャパン→BSテレ東） | サブキャスター           | いずれの出演日も水原恵理の代行として担当（前者は水曜日、後者は月曜日）                                                    |
| 2020年4月15日                | 2021年3月                    | 昼サテ                              | 水・木曜日担当キャスター | |

バラエティ・実況担当番組
- ピラメキーノ（2009.4 - 2013.3「ワンターゲット」・「3ONストライカー」実況、「いたがき りゅうすけ」と表記）
- 平昌オリンピック（2018年）フリースタイルスキー・フィギュアスケート（エキシビション）実況

## 競馬GI担当レース
- ホープフルステークス（2019年～2023年）